# Dominik Poźniak
Dominik Poźniak – polski akrobata. Mistrz Polski w 2017 roku w konkurencji dwójek. Uczestnik Mistrzostw Świata 2018. W parze z Aleksandrem Szczerbatym zajął 12. miejsce.